# Bernhard Häusler
Bernhard Häusler (...) è un astronomo amatoriale tedesco a volte citato anche come Bernhard Haeusler.
Il Minor Planet Center lo accredita per la scoperta di due asteroidi: 410928 Maidbronn, effettuata il 28 settembre 2009, e 668527 Christophgerhard, effettuata il 17 gennaio 2012.